# وانا کیو
وانا کیو (به لاتین: Vana-Kaiu) یک روستا در استونی است که در دهستان کایو واقع شده‌است.